# Jana transvaalica
Jana transvaalica är en fjärilsart som beskrevs av Embrik Strand 1911. Jana transvaalica ingår i släktet Jana och familjen Eupterotidae. Inga underarter finns listade i Catalogue of Life.